# Абульфатх
Абульфатх (АбульФатх бен Ахмед ас-Сіджизі, АбульФатх Ахмеді Санджарі) — таджицький шахіст XI—XII сторіч. Автор «Книги про шахи» (XII століття) — своєрідної енциклопедії шатранджа, яка містить близько 287 мансуб (більшість з них зібрав, деякі склав сам), 10 дебютів (табій), різні висловлювання про користь шахів, легенди про виникнення шахів тощо. Збереглися 3 копії книги, переписані у XVII сторіччі (зберігаються у фондах Академії Наук республіки Узбекистан)